# Línea 133 (Montevideo)
La línea 133 es una línea nocturna de Montevideo, la cual une la Aduana con el balneario Pajas Blancas. 
Desde el año 2005 tras la inauguración de la Terminal Cerro, la línea 133 se convirtió en una línea nocturna, siendo que sus servicios durante el día son sustituidos por la línea L15.

## Recorridos
| IDA - Terminal Aduana - Juan Lindolfo Cuestas - Buenos Aires - Liniers - San José - Andes - Mercedes - Avenida General Rondeau - General Caraballo - Avenida Agraciada - San Quintín - Juan B. Pandiani - Avenida Carlos María Ramírez - Ramón Tabárez - Dr. Pedro Castellino - Zona B (Terminal Cerro) - Dr. Pedro Castellino - Turquía - Haití - Av. Dr. Santín Carlos Rossi - Avenida Carlos María Ramírez - Camino Cibils - Camino Sanfuentes - Cap. Luis de Medina Torres - Camino Pajas Blancas - Capitán Antonio Leal de Ibarra - Cap. Pedro de Mesa y Castro - Giro en U en Plaza - Cap. Pedro de Mesa y Castro - Capitán Antonio Leal de Ibarra - Pajas Blancas | VUELTA - Pajas Blancas - Capitán Antonio Leal de Ibarra - Cap. Pedro de Mesa y Castro - Giro en U en Plaza - Cap. Pedro de Mesa y Castro - Capitán Antonio Leal de Ibarra - Camino Pajas Blancas - Capitán Luis de Medina Torres - Camino Sanfuentes - Camino Cibils - Avenida Carlos María Ramírez - Av. Dr. Santín Carlos Rossi - Dr. Pedro Castellino - Zona A (Terminal Cerro) - Egipto - Japón - Avenida Carlos María Ramírez - Avenida Agraciada - Paraguay - Av. Libertador Juan Antonio Lavalleja - Avenida Uruguay - 25 de Mayo - Juncal - Cerrito - Juan Lindolfo Cuestas - Terminal Aduana |

### Servicios especiales
(Zabala y Monterrosa, solo por horario escolar)
Ida
1- Playa Zabala (Hacia destino Pajas Blancas)
2- Escuela Monterrosa
- De Cno. Sanfuentes y Antártida

Uruguaya por:
- ...Antártida Uruguaya hasta Escuela MONTERROSA
- Giro en "U" y regresa por:
- Antártida Uruguaya
- Cno. Sanfuentes

continúa por su ruta hasta habitual...
- Terminal Balneario PAJAS BLANCAS.

3- Extensión hasta barrio La Colorada (SANGUINETTI)
Ruta anterior hasta:
Cno. P. Blancas y Cap. A. Leal de Ibarra
continúa por:
- ...Cno. Pajas Blancas
- Cno. Sanguinetti 1º

hasta Playa LA COLORADA.
Vuelta
1- Playa Zabala (Hacia la Aduana)
De Avda. Cap. Antonio Leal de Ibarra y
Cap. Pedro de Mesa y Castro por:
- Cap. Pedro de Mesa y Castro
- Circunvalación Plazoleta (ESCUELA)
- Cap. Pedro de Mesa y Castro
- Avda. Cap. Antonio Leal de Ibarra
- Cno. Pajas Blancas
- continúa por ruta anterior, hasta TERMINAL CERRO.

2- Escuela Monterrosa (Hacia la Aduana)
De Cno. Sanfuentes y Antártida Uruguaya por:
- ...Antártida Uruguaya hasta Escuela MONTERROSA
- Giro en "U" y regresa por
- Antártida Uruguaya
- Cno. Sanfuentes
- Ruta Habitual

3- Extensión hacia barrio La Colorada (Sanguinetti)
De SANGUINETTI por:
- Cno. Sanguinetti 1º
- Cno. Pajas Blancas

continúa por ruta anterior, hasta la Terminal Aduana

## Paradas
| IDA - Washington - Guaraní - Colón - Misiones - Ituzaingó - Juan Carlos Gómez - 18 de Julio - Río Branco - Paraguay - Paysandú - Valparaíso - Asunción - Nicaragua - Guatemala - Colombia - Cnel. Fco. Tajes - Gral. Fco. Caraballo - Gral. Luna - Entre Ríos - A. García Morales - Dr. Evaristo Ciganda - Fco. Urdaneta - Bv. Gral. Artigas - Juan C. Blanco - Capurro - Enrique Turini - Valentín Gómez - Zufriategui - Juan Antonio Artigas - José B. Freire - Belvedere - Vicente Basagoity - Av. L. Batlle Berres - Gdor. del Pino - Vicente Yáñez Pinzón - Real - Gral. Agustín Muñoz - Pedro Giralt - Rivera Indarte - Humboldt - Camambú - Vigo - Egipto - Av Dr Santin Carlos Rossi - Av Dr Carlos María Ramírez - Bogotá - Vizcaya - Puerto Rico - Filipinas - Dinamarca - Bulgaria - Cno. de las Tropas - Cno. Sanfuentes - 2Da Paralela A Cibils - Pilar Bastida - Psje. Peatonal La Tortuga - Senda De Paso - Los Helechos - Adolfo Pastor - Cno. Bajo De La Petiza - Cno. Dellazoppa - Frente N.º 3726 - Frente N.º 3962 - Frente N.º 4040 - Cno. Salaberry - Frente N.º 4300 - Cno. Antártida Uruguaya - Cno. Antártida Uruguaya - Frente N.º 5344 - Cap Domingo Chaurri - Frente N.º 7514 - Cno. Pajas Blancas - Cno. Pedro P. Sanguinetto - Óscar Nicastro - Cno Leoncio López - Ramon Clairac - Juan José Elizalde - Av. Cap. Leal De Ibarra - Cap. Nav Estanislao Coraud - Cap. Fulgencio Montemayor - Frente N.º 5501 - Cap Pedro De Mesa Y Castro - Juan José Elizalde - Ramón Clairac - Francisco Gil Lemos - Av. Cap. Leal De Ibarra - Ramón Fernández Villegas - Av. Cap. Leal De Ibarra | VUELTA - Av. Cap. Leal De Ibarra - Ramón Fernández Villegas - Cap. Pedro De Mesa Y Castro - Juan José Elizalde - Ramón Clairac - Francisco Gil Lemos - Av. Cap. Leal De Ibarra - Frente 5501 - Cap. Fulgencio Montemayor - Cap. Nav Estanislao Couraud - Cno Pajas Blancas - Juan José Elizalde - Ramón Clairac - José Aldama Y Ortega - Óscar Nicastro - Cno. Pedro P Sanguinetto - Cno. Tomkinson - Cap. Domingo Chaurri - Cno. Antártida Uruguaya - Cno. Salaberry - Cno. Ferres - Cno. Dellazoppa - Cno. Bajo De La Petiza - Adolfo Pastor - Los Helechos - Senda De Paso - Gato Montes - Pilar Bastida - 2Da Paralela A Cibils - Cno. Cibils - Cno. de las Tropas - Bulgaria - Dinamarca - Filipinas - Puerto Rico - Vizcaya - Bogotá - Av. Dr Santin Carlos Rossi - Turquía - Terminal Cerro - Vigo - Concordia - Humboldt - Rivera Indarte - Pedro Giralt - Gral. Agustín Muñoz - Real - Vicente Yáñez Pinzón - Gdor. del Pino - Luis Batlle Berres - Vicente Basagoity - Belvedere - José B. Freire - Emilio Romero - Pablo Zufriategui - Valentín Gómez - Enrique Turini - Capurro - Gil - Bv Artigas - José Nasazzi - Pza. Gral. San Martín - Dr. Evaristo Ciganda - S. García Pintos - Santa Fe - Palacio de la Luz - Gral. Pacheco - César Díaz - Torre ANTEL - Nicaragua - Nueva York - Estación Central - Paysandú - Julio Herrera y Obes - Convención - Florida - Juncal - Bartolomé Mitre - Treinta Y Tres - Zabala - 25 De Mayo - Pérez Castellano - Guaraní |